# Vénus italique
 (janvier 2018).
Si vous disposez d'ouvrages ou d'articles de référence ou si vous connaissez des sites web de qualité traitant du thème abordé ici, merci de compléter l'article en donnant les références utiles à sa vérifiabilité et en les liant à la section « Notes et références ».
La Vénus italique est une sculpture en marbre, réalisée par Antonio Canova. La sculpture est conservée à la Galerie Palatine, au Palais Pitti à Florence.

## Histoire et description

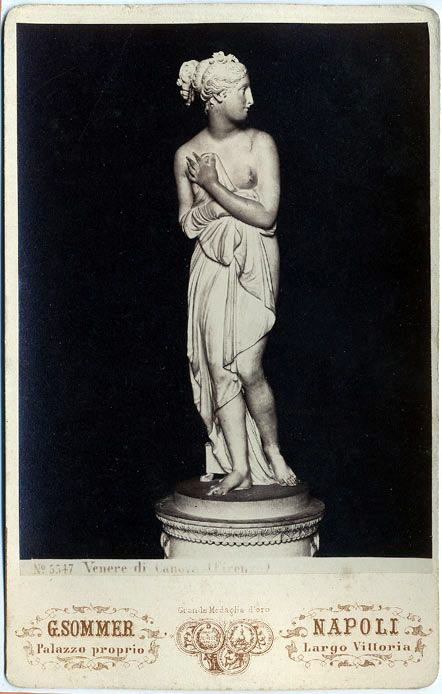
Vénus italique

L'œuvre a été réalisée à titre de compensation pour le transfert vers la France de la Vénus de Médicis, par les troupes napoléoniennes. Pour cette œuvre, le sculpteur a été inspiré idéalement, à un niveau plus spirituel que dans ses autres œuvres, avec la douceur de la chair, l'émotion et les mouvements pudiques.
Pour cet ouvrage, Canova travaille avec le moule original de la Vénus de Médicis conservé au Louvre.
Le sculpteur a mélangé le marbre blanc et rose pour exalter et mettre en valeur la beauté du corps de la déesse, en train de se cacher derrière une serviette, sans doute surprise par l'arrivée de quelqu'un, selon le thème classique de la Vénus pudique.
Dans cette œuvre, il y a une volonté délibérée d'adhérer aux théories de l'intellectuel allemand Johann Joachim Winckelmann : la recherche de la beauté idéale, l'éloignement de la tourmente des passions et des émotions, il y a seulement la « noble simplicité et la calme grandeur ».